# Годой, Арманд
Арманд Годой Вентури (кат. Armand Godoy Venturi; 5 марта 1976, Мурсия, Испания) — андоррский футболист, нападающий. Выступал за клубы «Андорра», «Сан-Жулиа», «Ранжерс» и «Принсипат».
С 1997 года по 1999 год являлся игроком национальной сборной Андорры, за которую провёл 3 матча.

## Биография

### Клубная карьера
С 1995 года по 1999 год являлся игроком клуба «Андорра» из столицы одноимённого княжества. Команда выступала в низших дивизионах Испании и Годой принял участие в 32 матчах, забив 1 гол. В 2000 году Арманд мог перейти в андоррский клуб «Констелласьо Эспортива».
Летом 2000 года стал игроком «Сан-Жулии». Вместе с командой становился победителем и призёром чемпионата Андорры. В финале Кубка Андорры 2003 против «Санта-Коломы» Годой отметился забитым голом, однако «Сан-Жулиа» уступила со счётом (3:5). В Кубке Интертото 2004 провёл 2 матча против югославского «Смедерево».
В 2006 году перешёл в другой андоррский клуб «Ранжерс», вместе с которым становился чемпионом и бронзовым призёром Примера Дивизио. С 2010 года по 2011 год являлся игроком «Принсипата».

### Карьера в сборной
25 июня 1997 года дебютировал в национальной сборной Андорры в товарищеском матче против Латвии. Главный тренер команды Маноэл Милуир выпустил Арманда в стартовом составе, однако на 53 минуте он был заменён на Рафаэля Калеро. Эта игра являлась третьей в истории сборной Андорры и завершилась ей поражением со счётом (1:4). В квалификации на чемпионат Европы 2000 он сыграл в 2 играх против Исландии (0:3) и России (1:2).
Всего за сборную Андорры провёл 3 матча.

## Достижения
«Сан-Жулиа»
- Чемпион Андорры (1): 2004/05
- Серебряный призёр чемпионата Андорры (4): 2000/01, 2001/02, 2003/04, 2005/06
- Бронзовый призёр чемпионата Андорры (1): 2002/03
- Финалист Кубка Андорры (1): 2003

«Ранжерс»
- Чемпион Андорры (1): 2006/07
- Бронзовый призёр чемпионата Андорры (1): 2007/08

## Личная жизнь
Его отец, футболист Арманд Годой Лоренсо (1948), его старший брат Алекс (1971) также футболист.